# Trestní právo
Trestní právo v České republice je odvětvím veřejného práva, které určuje, jaká společensky škodlivá jednání jsou trestnými činy, jaké jsou sankce za jejich spáchání a jakým způsobem stát prostřednictvím svých příslušných orgánů spáchání trestných činů zjišťuje a jejich pachatele trestá.
Trestní právo je součástí právního řádu příslušného státu. Spolu s právem ústavním a správním se řadí mezi obory práva veřejného, neboť mu dominuje vztah mezi státem a jeho orgány na straně jedné a dalšími osobami (občany státu a dalšími osobami podléhajícími pravomoci státu) na straně druhé.

## Trestní právo hmotné a procesní
V trestním právu se rozlišuje:
- trestní právo hmotné – stanoví, co je trestným činem, podmínky trestní odpovědnosti, jaké sankce (trest či ochranné opatření) lze za trestný čin uložit
- trestní právo procesní – stanoví postup příslušných orgánů státu (v Česku tzv. orgány činné v trestním řízení) při zjišťování trestných činů, prokazování jejich spáchání konkrétním osobám, ukládání a výkon trestů a ochranných opatření, upravuje zároveň i práva a povinnosti osoby, proti které se trestní řízení vede, jakož i dalších osob, jichž se toto řízení dotýká

Trestní právo hmotné se uplatňuje v rámci trestního práva procesního, pachatele trestného činu lze odsoudit pouze trestním řízením
Sepětí trestního práva hmotného a procesního je větší než u jiných právních oborů, např. než u práva občanského, neboť zatímco se v oblasti občanského práva většina právních vztahů uskutečňuje a funguje pouze v hmotné rovině bez ingerence procesní složky, trestní právo hmotné ke své realizaci nezbytně potřebuje procesní složku. Je třeba si uvědomit, že v každodenním životě všichni jedinci, aniž si to zpravidla uvědomují, vstupují do řady občanskoprávních vztahů (např. koupě novin, jízda prostředkem hromadné dopravy), které jsou realizovány pouze mezi soukromoprávními subjekty a do kterých nikdy stát v podobě soudu v rozhodujícího v občanskoprávním řízení nebude zasahovat, neboť k tomu vůbec nevznikne důvod. V oblasti trestního práva však lze pouze v trestním procesu závazně určit, že se stal určitý trestný čin, která osoba je za jeho spáchání odpovědná a jaké to pro ni bude mít právní důsledky.
- V rámci trestního práva vznikají tzv. trestněprocesní vztahy – vztah mezi orgány činnými v trestním řízení a osobou, proti níž je řízení vedeno. Vznik trestněprocesního vztahu je považován od chvíle založení usnesení o zahájení trestního stíhání. Obsahem jsou práva a povinnosti s ním spojené, tedy povinnost podrobit se trestnímu řízení a právo provádět trestní řízení.
- Dále vznikají tzv. trestněprávní vztahy – vztah mezi orgány činnými v trestním řízení (státem) a pachatelem. Zde je užší vztah, než u trestněprocesního vztahu.

Hlavní rozdíl mezi trestněprocesním a trestněprávním vztahem je, že v procesním vztahu není řízení vedeno nutně proti pachateli, kdežto u právního vztahu je pachatel potvrzen, vztah má tedy hmotněprávní charakter.

### Trestní právo hmotné (TPH)
Trestní právo hmotné stanoví, co je trestným činem, podmínky trestní odpovědnosti, jaké sankce (trest či ochranné opatření) lze za trestný čin uložit.
Trestný čin je protiprávní čin, který trestní zákoník označuje za trestný a zároveň naplňuje znaky skutkové podstaty uvedené ve zvláštní části trestného zákona. Trestnost se vztahuje nejen na dokonaný čin, ale i na pokus či přípravu trestného činu, je-li příprava trestná. Pachatelem je ten, kdo svým jednáním naplnil znaky skutkové podstaty. Spolupachatelé jsou osoby, které spáchaly trestný čin společným jednáním.

#### Účel a funkce trestního práva hmotného
Základním účelem TPH je chránit právo a oprávněné zájmy fyzických a právnických osob, zájmy společnosti atd. Říká, co je trestný čin a jakou sankci za něj uložit. Trestní právo plní několik funkcí: ochrannou funkci, preventivní funkci, represivní funkci a regulativní funkci.
- Ochranná funkce – ochranná funkce je dominantní, neboť základní funkcí trestního práva je ochrana společnosti před kriminalitou.[1] „Trestní právo doplňuje ochranu poskytovanou normami jiných odvětví práva, nastupuje tam, kde se ostatní právní prostředky ukáží jako neúčinné.“[1]
- Represivní funkce – represivní funkce je spojená s uplatněním ochranné funkce, to znamená postihu. Reaguje prostředky trestního práva na protiprávní chování. „Represivní funkce je orientována k ochraně chráněných zájmů, a to individuálně – působením na pachatele trestného činu.“ [1] Jejím účelem je tedy zabránit pachatelům v další trestné činnosti a během výkonu trestu vytvářet podmínky pro jejich převýchovu, obnovení narušených sociálních vztahů a sociální integraci (například u mladistvých).[1] Uplatnění represe je vždy ovlivněno zásadou pomocné role trestní represe – umírněnost činu a trestu (závažnost činu by vždy měla odpovídat výši trestu, když trest přináší vyšší újmu než je potřebná, ztrácí účinnost a naopak jako nespravedlivý přináší škodu.)[1] Jedním z problémů, kterým trestní právo čelí je dilema, které jevy je již nutné a účelné trestněprávně postihovat (např. trestněprávní postihy interrupce, prostituce, korupce apod.).[1]
- Preventivní funkce – trestní právo má působit preventivně, to znamená, že má předcházet a zamezovat trestné činnosti. Rozlišuje tzv. individuální prevenci, ta je zaměřená na konkrétního pachatele, a tzv. generální prevenci, která je zaměřená na ostatní (potenciální) pachatele trestných činů.[1] Například sankcionování právnických osob má nejen represivní ale i preventivní funkci. Slouží k odrazování nejen postižených, ale i jiných právnických osob od budoucího protiprávního jednání.[1]
- Regulativní funkce – upravuje trestní odpovědnost a reguluje jednání na právní či protiprávní, to znamená, že co nejpřesněji vymezuje zákonné podmínky trestní odpovědnosti i beztrestnosti.[1] Dále zakotvuje podmínky ukládání trestů a ochranných opatření u dospělých pachatelů.[1]

#### Podmínky trestní odpovědnosti
- Protiprávnost činu
- Typové znaky trestného činu (tj. naplnění skutkové podstaty – objekt, objektivní stránka, subjekt, subjektivní stránka)
- Obecné znaky uvedené v zákoně (věk, příčetnost a u mladistvých rozumová a mravní vyspělost)

Pachatelovo jednání je úmyslné, jestliže chtěl porušit nebo ohrozit zájem chráněný trestním zákonem nebo jestliže věděl, že takové porušení nebo ohrožení zákonem chráněného zájmu může způsobit. V nutné obraně jedná ten, kdo odvrací přímo hrozící nebo trvající útok na zájem chráněný trestním zákonem. Z důvodu nedostatečného věku je beztrestný ten, kterému v době spáchání činu nebylo patnáct let.

#### Tresty a ochranná opatření
Trestní zákoník zná tyto druhy trestů:
- Odnětí svobody
  - klasické odnětí svobody – zásadně nejvýše na 20 let
  - výjimečný trest – nad 20 až do 30 let, nebo na doživotí
- Domácí vězení
- Obecně prospěšné práce
- Propadnutí majetku
- Peněžitý trest
- Propadnutí věci
- Zákaz činnosti
- Zákaz držení a chovu zvířat
- Zákaz pobytu
- Zákaz vstupu na sportovní, kulturní a jiné společenské akce
- Ztráta čestných titulů nebo vyznamenání
- Ztráta vojenské hodnosti
- Vyhoštění z území ČR – pouze cizinci

Trestní zákoník zná tyto druhy ochranných opatření:
- Ochranné léčení
- Zabezpečovací detence
- Zabrání věci nebo jiné majetkové hodnoty
- Ochranná výchova (pouze u mladistvých)

Účelem trestu je chránit společnost a zabránit pachateli v další trestné činnosti.

### Trestní právo procesní (TPP)
Trestní právo procesní reguluje trestní řízení (trestní stíhání), a to jak řízení přípravné, před podáním obžaloby, tak řízení před soudem po podání obžaloby. Upravuje i speciální druhy řízení (amnestie, vydávání do ciziny apod.). Zahrnuje právní normy upravující trestní řízení, tj. zákonem stanovený postup při zjišťování trestných činů a jejich pachatelů, při ukládání trestů pachatelům a při výkonu těchto trestů. Hlavním pramenem trestního práva procesního je zákon o trestním řízení soudním (trestní řád) č. 141/1961 Sb.
Základní zásady trestního řízení:
- Stíhat lze osobu jen ze zákonných důvodů a zákonným způsobem.
- Každý má právo na obhajobu.
- Platí presumpce neviny. Až do pravomocného rozsudku je jedinec považován za nevinného.
- Zásada legality. Státní zástupce je povinen stíhat všechny trestné činy, o kterých se dozví.
- Trestní stíhání před soudem je možné jen na základě obžaloby podané státním zástupcem.
- Jednání před soudy je ústní a veřejné.

Průběh trestního řízení:
1. Přípravné řízení: Hlavním cílem je zajištění veškerých informací o trestném činu a nashromáždění důkazů. Osoba, proti které jsou důkazy shromažďovány, se nazývá obviněný. Obviněný má právo nevypovídat a má právo na obhajobu. Při nashromáždění důkazů je státním zástupcem podána žaloba k soudu.
2. Předběžné projednání žaloby: V této fázi soudce posuzuje, zdali je zajištěn dostatek důkazů, aby obžaloba tvořila spolehlivý podklad pro hlavní líčení. Soudce může pro nedostatek důkazů vrátit návrh žaloby a žádat o doplnění, či vyhodnotit čin jako přestupek.
3. Hlavní líčení: Hlavním účelem hlavního líčení je vyslovení zákonného a odůvodněného rozhodnutí o základní otázce trestního řízení a rozhodnutí o vině a výši trestu obžalovaného. Hlavního líčení se účastní obžaloba (státní zástupce), obžalovaný, obhájce, soudce a svědci.
4. Odvolací řízení: Jde o jeden z řádných opravných prostředků, který umožňuje přezkoumání soudního rozhodnutí. Možnost odvolání proti rozsudku má jak obžalovaný, tak i státní zástupce (obžaloba). Odvolání je řádný opravný prostředek proti nepravomocnému rozsudku, proti pravomocnému rozsudku je mimořádným opravným prostředkem dovolání, příp. stížnost pro porušení zákona.
5. Vykonávací řízení: Úlohou vykonávajícího řízení je zajistit uskutečnění výkonu trestu, jestliže rozsudek nabyl právní moci a jestliže to povaha takového rozhodnutí vyžaduje.

## Základní zásady trestního práva
Zásady, na kterých je založeno trestní právo hmotné, vycházejí z účelů a funkcí trestního práva jako takového a jde o určité právní principy a ideje.
Význam těchto zásad se dělí na: poznávací (ty umožňují pochopit podstatu a cíle trestního práva), interpretační (fungují jako vodítko především u sporných otázek v oblastní trestního práva), aplikační (slouží jako vodítko při aplikaci řešení při sporných otázkách z oblasti trestního práva hmotného) a pro tvorbu práva (všeobecné požadavky pro všechny instituty).
Příkladem těchto zásad je např. zásada humanismu, která říká, že trestní právo by mělo chránit demokratické a humanitní hodnoty společnosti, zároveň i oběti trestné činnosti. Jednoduše řečeno tato zásada nabádá k lidskému chování.

### Subsidiarita trestní represe
Trestní právo je v demokratických státech pojímáno jako nejzazší prostředek (tzv. ultima ratio), kterou je prováděna právní regulace a sociální kontrola společnosti. Použití prostředků trestního práva (hmotného i procesního) totiž představuje nejzávažnější zásahy do práv jednotlivce, a proto musí být používány zdrženlivě pouze v případech, v nichž prostředky jiných právních odvětví (např. práva občanského a správního) selhávají nebo nejsou efektivní.
Opačný přístup, který byl v České republice uplatňován komunistickým režimem před sametovou revolucí vede k přílišné kriminalizaci mnoha jednání, která je možno řešit mírnějšími prostředky. Hovoří se o tzv. hypertrofii trestní represe. Určitý pozůstatek takového přístupu lze dosud vnímat i v samotném myšlení lidí i politiků, kteří se řadu problémů snaží „řešit“ pouhým podáním trestního oznámení, aniž by využili prostředků jiných právních odvětví, které jsou primárně určeny k ochraně těch kterých vztahů a práv.

## Aktuální podoba českého trestního práva
České trestní právo je v současné době upraveno zejména v trestním zákoníku z roku 2009, který lze považovat za kodex trestního práva hmotného, a v často novelizovaném trestním řádu z roku 1961, který je obdobnou ucelenou úpravou trestního práva procesního. Tyto dva kodexy doplňuje zákon č. 218/2003 Sb., o odpovědnosti mládeže za protiprávní činy a o soudnictví ve věcech mládeže a o změně některých zákonů (zákon o soudnictví ve věcech mládeže), který obsahuje normy hmotněprávního i procesněprávního charakteru týkající se trestní odpovědnosti mladistvých a trestního řízení vedeného proti nim. Dále je od 1. ledna 2012 účinný zákon o trestní odpovědnosti právnických osob a řízení proti nim, který jako novinku v českém právu zavedl trestní odpovědnost právnických osob, když do té doby byly trestně odpovědné jen osoby fyzické. Další dílčí normy trestního práva nalezneme i v dalších zákonech a prováděcích předpisech.